# 拉差瓦林寺

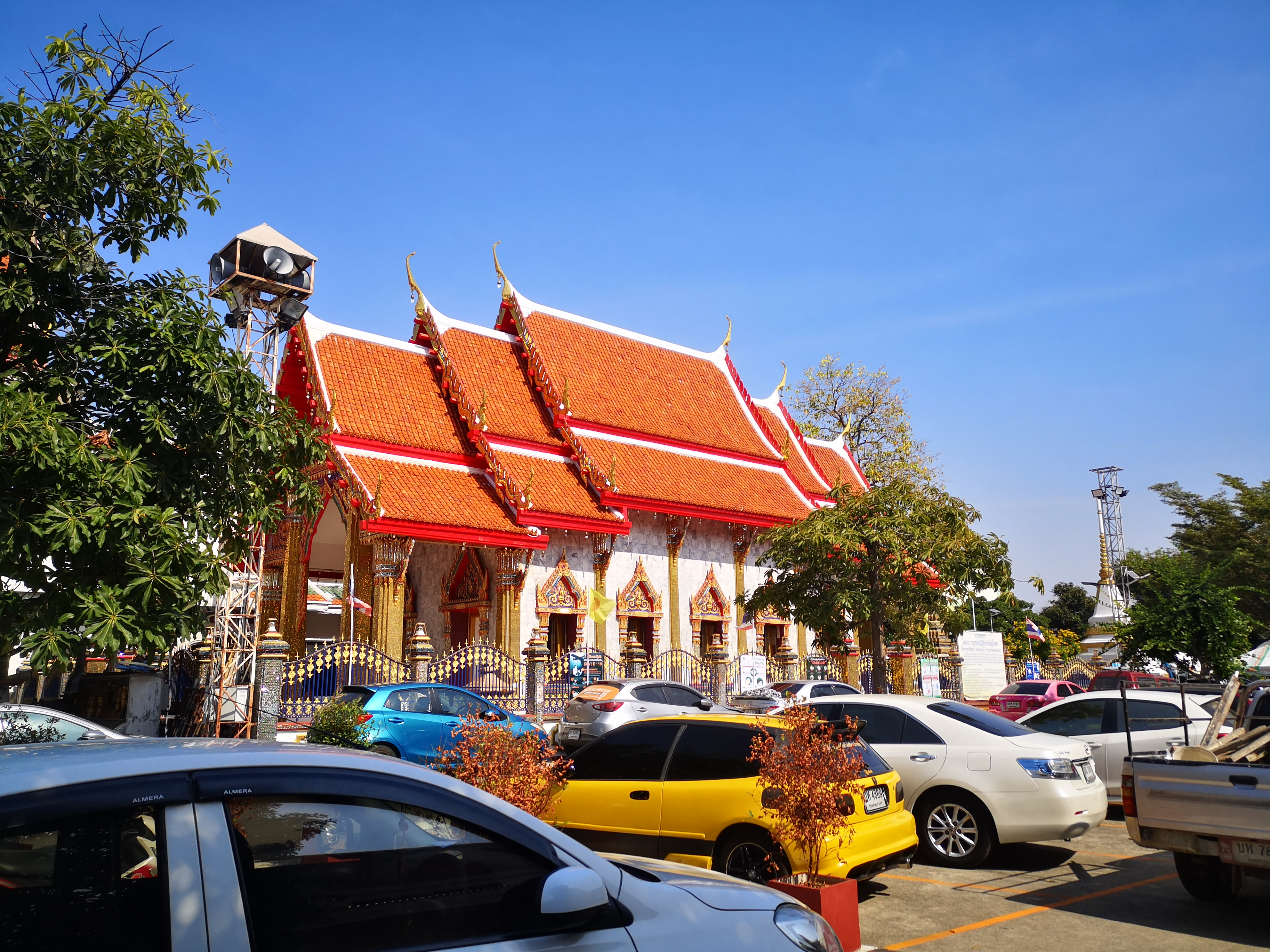
拉差瓦林寺。

拉差瓦林寺是一座泰国曼谷吞武里县布卡罗桑雷运河沿岸的皇家寺庙。
现任住持为Phra Maha Thongsai Worapañño。

## 历史
拉差瓦林寺始建于1717年左右（阿育他亚王朝后期），创建者的名字和历史不详。当地村民们称为桑雷寺（Wat Samre）。